# Ladapeyre
Ladapeyre – miejscowość i gmina we Francji, w regionie Nowa Akwitania, w departamencie Creuse.
Według danych na rok 1990 gminę zamieszkiwało 336 osób, a gęstość zaludnienia wynosiła 11 osób/km² (wśród 747 gmin Limousin Ladapeyre plasuje się na 336. miejscu pod względem liczby ludności, natomiast pod względem powierzchni na miejscu 163.).